# Liste der Bodendenkmäler in Tagmersheim
Auf dieser Seite sind die Bodendenkmäler in der schwäbischen Gemeinde Tagmersheim zusammengestellt. Diese Tabelle ist eine Teilliste der Liste der Bodendenkmäler in Bayern. Grundlage ist die Bayerische Denkmalliste, die auf Basis des Bayerischen Denkmalschutzgesetzes vom 1. Oktober 1973 erstmals erstellt wurde und seither durch das Bayerische Landesamt für Denkmalpflege geführt wird. Die folgenden Angaben ersetzen nicht die rechtsverbindliche Auskunft der Denkmalschutzbehörde.

## Bodendenkmäler der Gemeinde Tagmersheim

### Bodendenkmäler in der Gemarkung Blossenau
| Lage                 | Objekt | Akten-Nr.     | Bild |
| -------------------- | --- | ------------- | ---- |
| Blossenau (Standort) | Straße der römischen Kaiserzeit. | D-7-7131-0044 |      |
| Blossenau (Standort) | Siedlung vor- und frühgeschichtlicher Zeitstellung.                                                                                                | D-7-7131-0048 |      |
| Blossenau (Standort) | Mittelalterliche und frühneuzeitliche Befunde im Bereich der Katholischen Filialkirche St. Sixtus in Blossenau. Siehe auch: St. Sixtus (Blossenau) | D-7-7131-0060 |      |

### Bodendenkmäler in der Gemarkung Tagmersheim
| Lage                   | Objekt | Akten-Nr.     | Bild |
| ---------------------- | --- | ------------- | ---- |
| Tagmersheim (Standort) | Siedlung vor- und frühgeschichtlicher Zeitstellung.                                                                                       | D-7-7131-0027 |      |
| Tagmersheim (Standort) | Burgstall des Mittelalters. Siehe auch: Wasserburg Tagmersheim                                                                            | D-7-7131-0029 |      |
| Tagmersheim (Standort) | Siedlung vor- und frühgeschichtlicher Zeitstellung.                                                                                       | D-7-7131-0030 |      |
| Tagmersheim (Standort) | Siedlung vor- und frühgeschichtlicher Zeitstellung.                                                                                       | D-7-7131-0031 |      |
| Tagmersheim (Standort) | Siedlung vor- und frühgeschichtlicher Zeitstellung.                                                                                       | D-7-7131-0032 |      |
| Tagmersheim (Standort) | Mittelalterliche und frühneuzeitliche Befunde im Bereich der Katholischen Pfarrkirche St. Jakob in Tagmersheim und ihrer Vorgängerbauten. | D-7-7131-0058 |      |
| Tagmersheim (Standort) | Frühneuzeitlicher Vorgängerbau von Schloss Tagmersheim. Siehe auch: Schloss Tagmersheim                                                   | D-7-7131-0097 |      |
| Tagmersheim (Standort) | Richtstätte der frühen Neuzeit. | D-7-7131-0098 |      |